# راهزاد
راهزاد (در یونانی Ῥαζάτης) یکی از سپهبدان ساسانی از خاندان مهران در خدمت شاه ساسانی خسرو پرویز بود. وی فرمانده ارتش ساسانیان در نبرد نینوا بود. گرچه او در این جنگ کشته شد اما رشادت‌های او و سپاهیانش نگذاشت که تیسفون به تسخیر روم بیفتد.